# フィヒテル山地

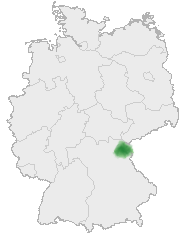
フィヒテル山地の位置

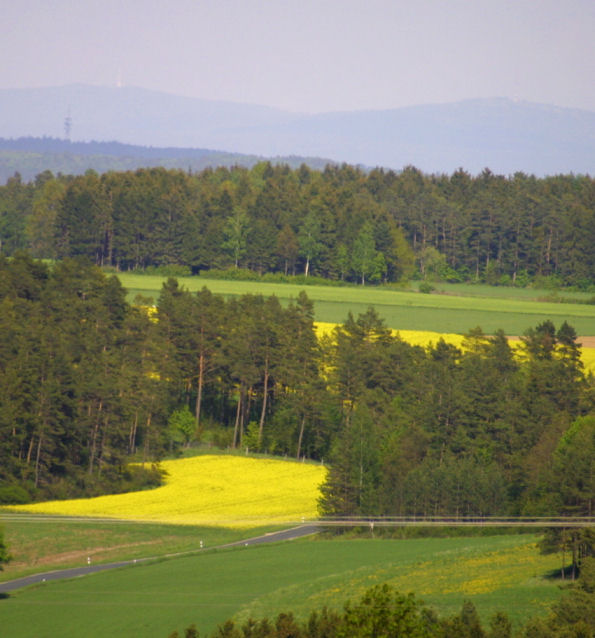
フィヒテル山地の眺め

フィヒテル山地（ドイツ語: Fichtelgebirge、チェコ語: Smrčiny）は、ドイツバイエルン州北部に位置する中低山地である。わずかに一部は、チェコ北西部にかかる。この山地のうち1,020km²はフィヒテル山地自然公園に指定されている。

## 地理

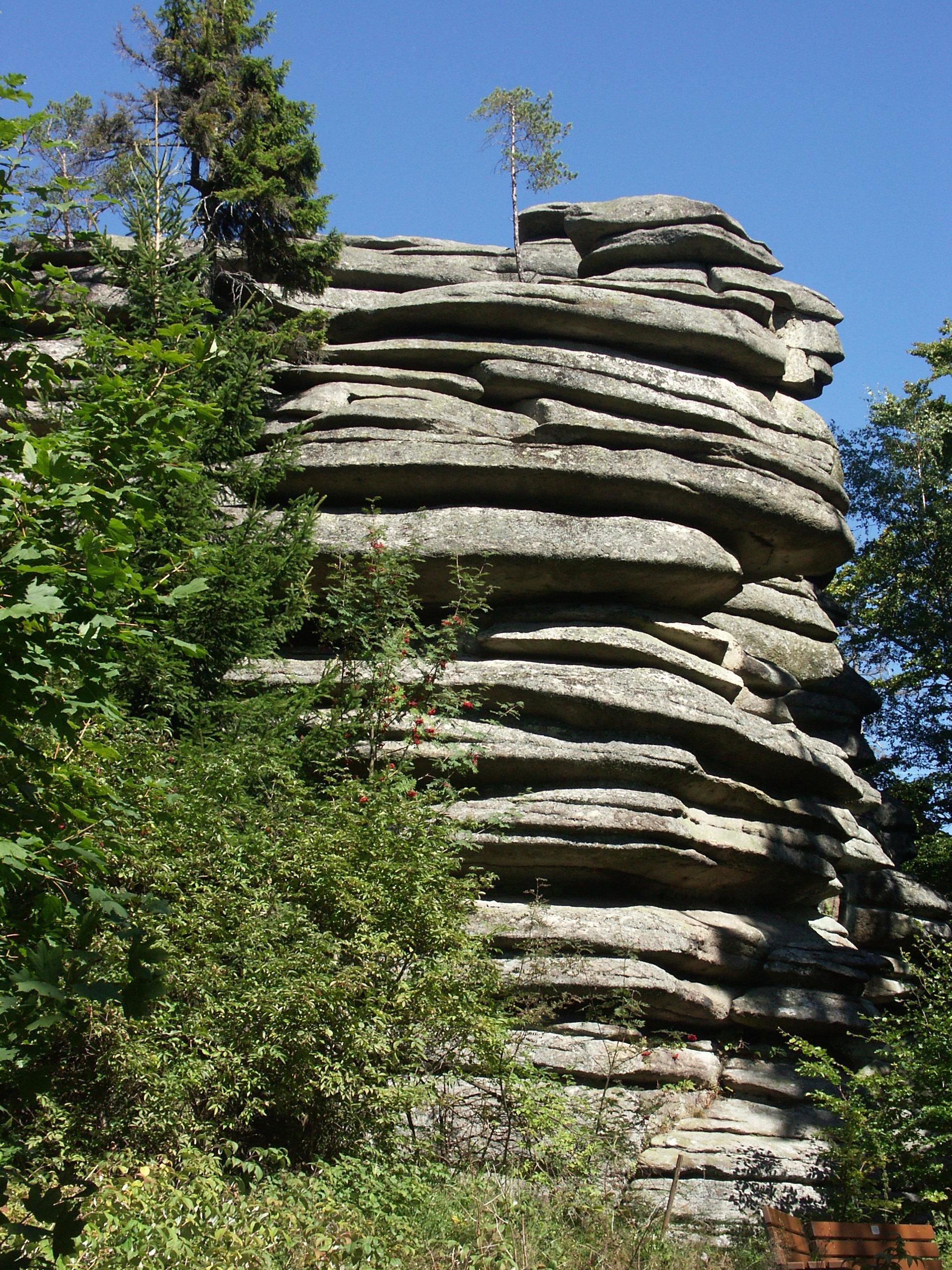
フィヒテル山地の典型的な岩山

フィヒテル山地は、ホーフとヴァイデンの間に位置する。西部はバイロイト周辺への交通の便がよいが、かつての鉄のカーテンを越えた東部のエーゲルラント（中心都市はヘプ）は、まだ十分ではない。アウトバーンは、ホーフ＝ヴァイデン間をこの地域を通って結んでいる。
フィヒテル山地の中心に位置する町はルイゼンブルク（巨大な岩の迷宮があるde:Luisenburg-Felsenlabyrinth）のあるヴンジーデルである。その他の町としては、マルクトレドヴィッツ、マルクトロイテン、アルツベルク、レスラウ、ヴァイセンシュタット、キルヒェンラーミッツ、トレスタウ（これらすべてはエーゲル川またはレスラウ川の上流域にあたる）がある。周辺部では、南東あるいは南にビショフスグリュン、フィヒテルベルク、ナーゲル、ノイゾルク、エルベンドルフ、ヴィーザウ、フッフスミュールが、西にはヴァイデンベルク、クロイセン、バイロイト、ビントラハ、バート・ベルネック、北西にゲフレース、ツェル、ヴァイスドルフ、ミュンヒベルク、そして北にゼルプ、レーアウ、ホーフが位置している。
フィヒテル山地を北東から南西に、北や西の（東）フランケン訛りと東や南の（北）バイエルン訛り（オーバープファルツ訛り）との境界線が走っている。この境界線は、しかし行政管区の境界（オーバーフランケン行政管区／オーバープファルツ行政管区）とは一致していない。たとえば、オーバーフランケン行政管区に属するヴンジーデル郡ではバイエルン訛りの言葉が話されている。住民の多くは、第二次世界大戦の際に、この境界を踏み越えて来てこの地に新たな故郷を見いだした、ズデーテン地方、シュレジエンあるいは東プロイセンからの数多くの逃亡者達の子孫が多くいる。

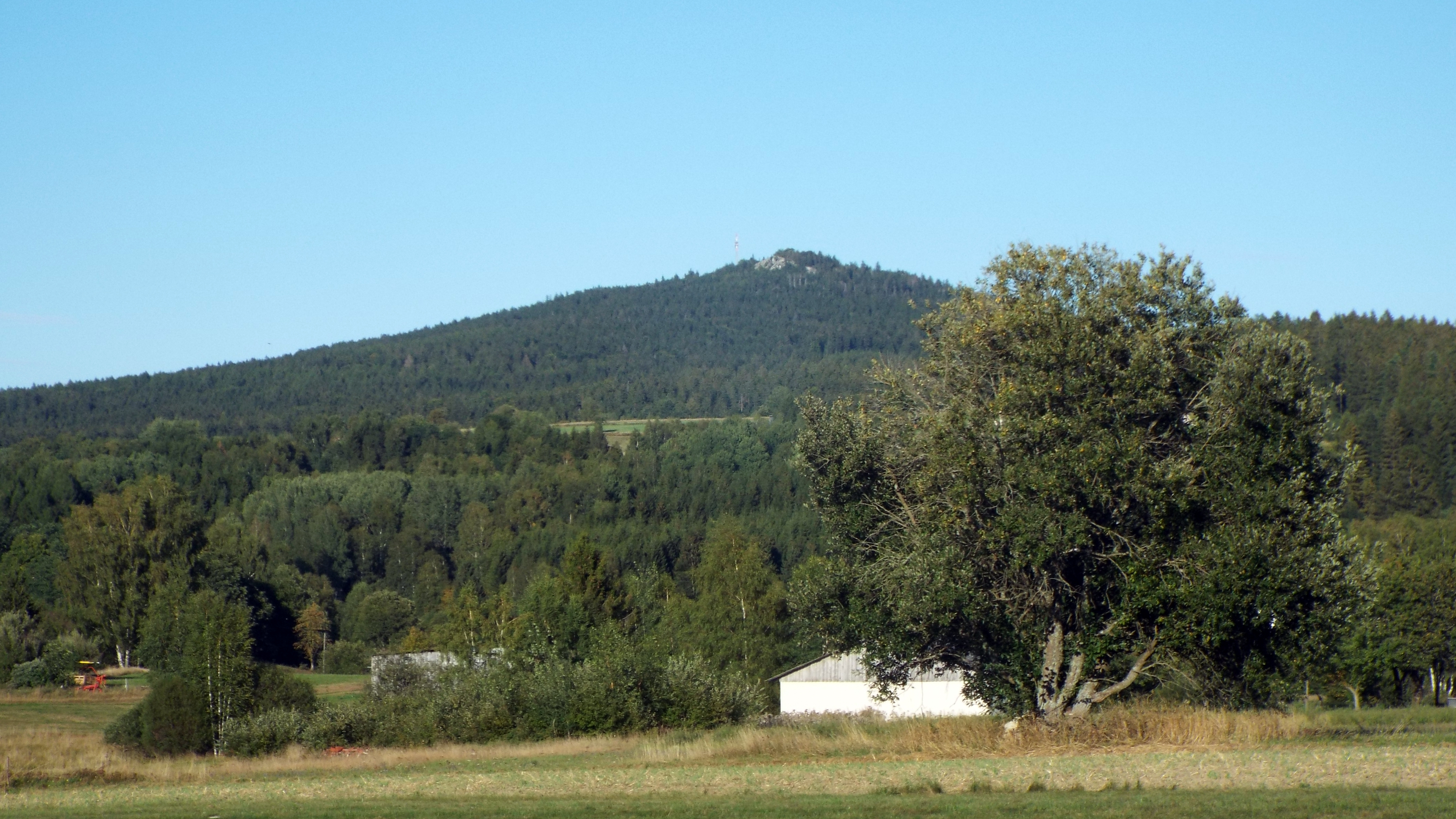
ナーゲルから見るケッサイン山

最高峰は、標高1,053mのシュネーベルク、その他の特徴的な峰としては、オクゼンコプフ(1,024m)、ケッサイン(939m)、グローサー・ヴァルトシュタイン(877m)、グローサー・コルンベルク(827m)がある。
形態学上、フィヒテルベルク山地は多くの山並みと、馬蹄形の山塊から成る。この山塊は「Fichtelgebirgs-Hufeisen （フィヒテル山地馬蹄）」と呼ばれる。名付けられているのは、
- シュネーベルク、オクゼンコプフ、ケッサインといった高山の山並み
- ヴァルトシュタイン、エップレヒトシュタイン、コルンベルクのある北部の山地
- シュタインヴァルト、ライヒスフォルト、コールベルクのある南部地域
- その内側のフィヒテル山地高原

フィヒテル山地の北東部はエルツ山地に、南東部はオーバープファルツの森、ボヘミアの森、バイエルンの森につながる。北西部のフランケンヴァルトやテューリンゲンの森とは明確な境界がある。南西部は、形態学的に全く別のフランケンのBruchschollenkand（沼沢地）に続く。
かつてフィヒテル山地は、「ドイツのへそ」とか「ヨーロッパの心臓」と呼ばれていた。ここでは4つの重要な川が生まれ、それぞれ4つの方向へと流れてゆく。
- 北へ向かうザーレ川（ザクセンのザーレ川）
- 東に向かうエーゲル川とその支流のレスラウ川
- 南に向かうナーブ川の3つの源流：中央がフィヒテルナーブ川、その両側がハイデナーブ川とヴァルトナーブ川
- 西に向かう白マイン川

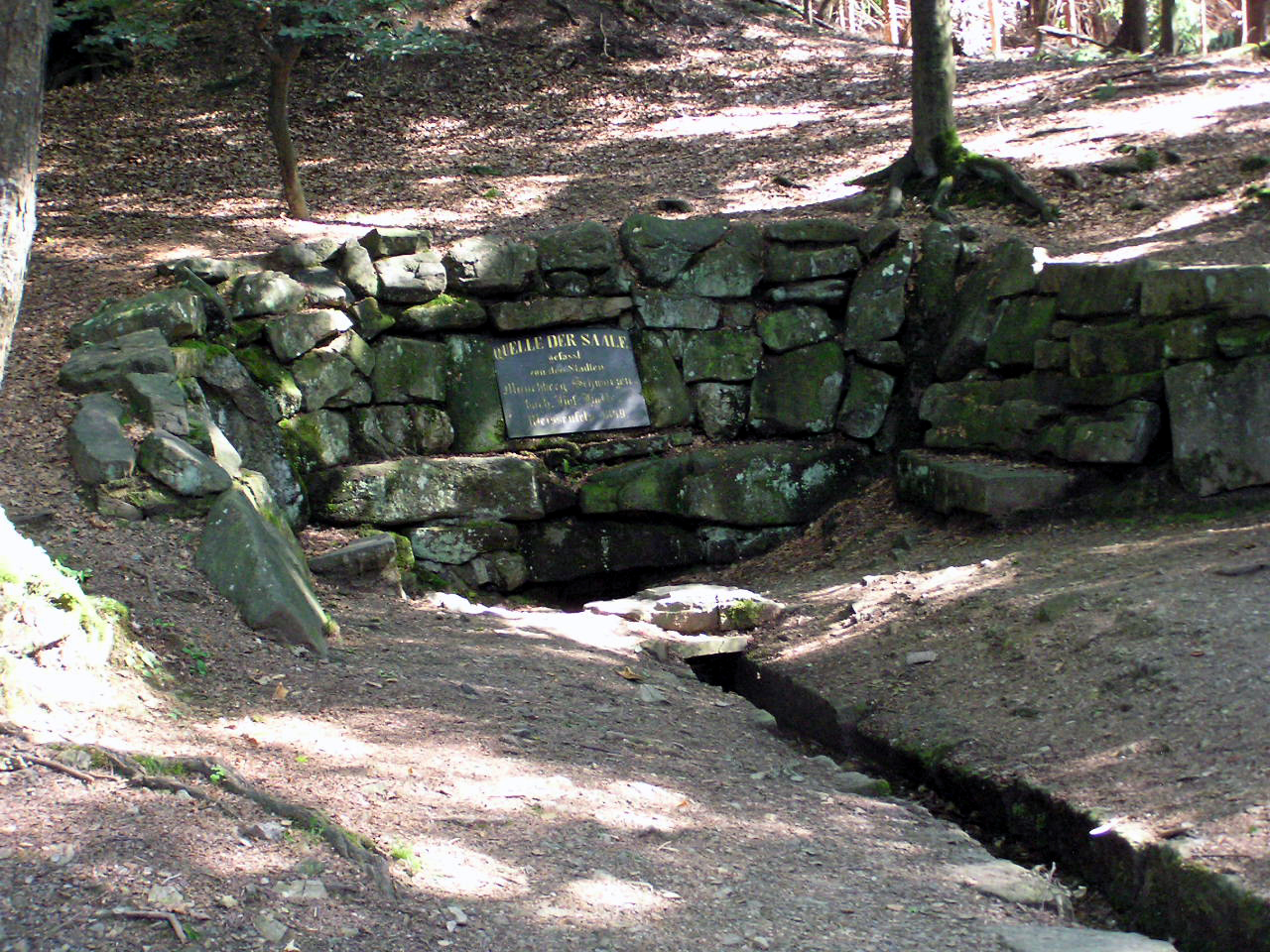
ザール川の水源
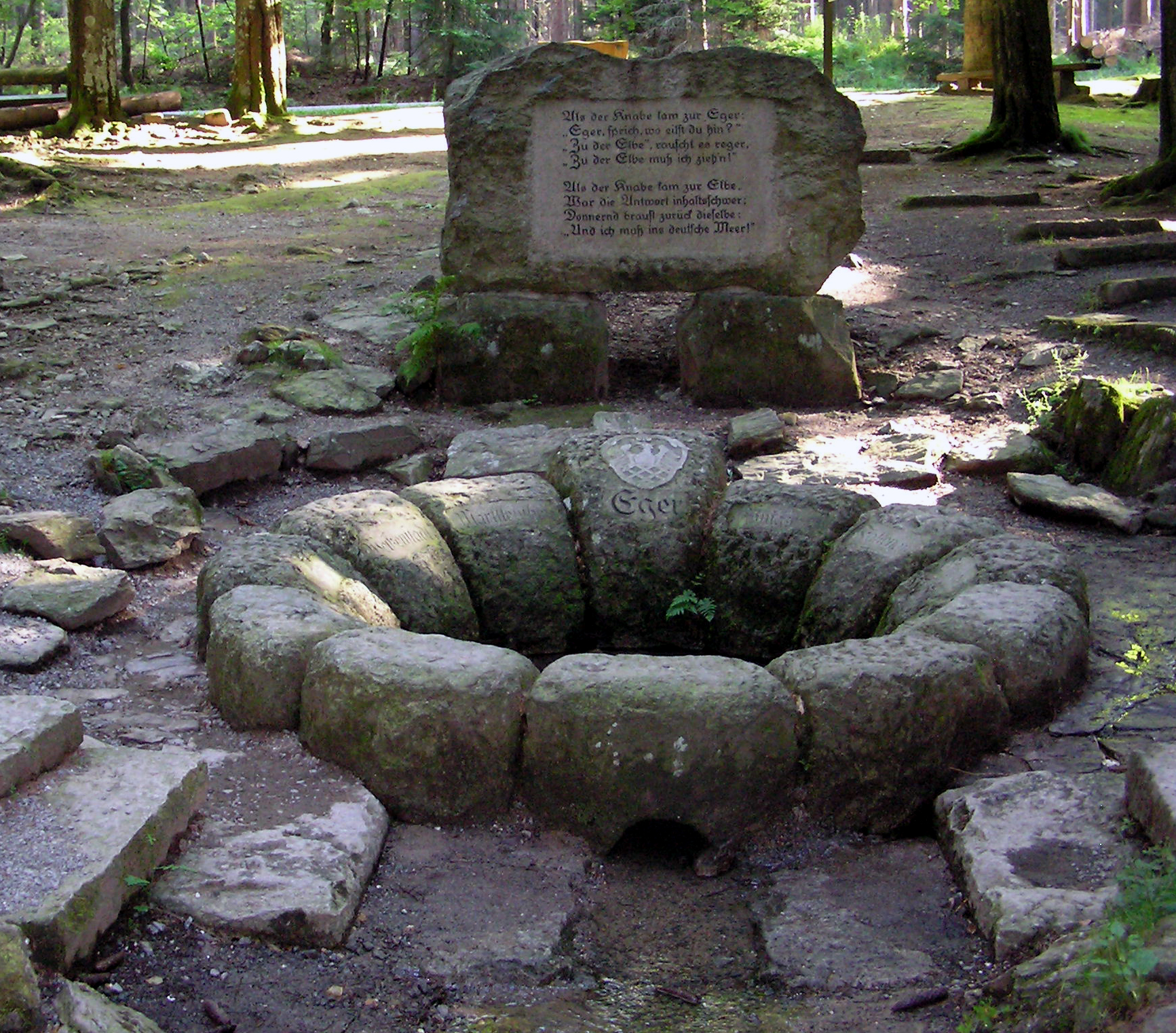
エーゲル川の水源
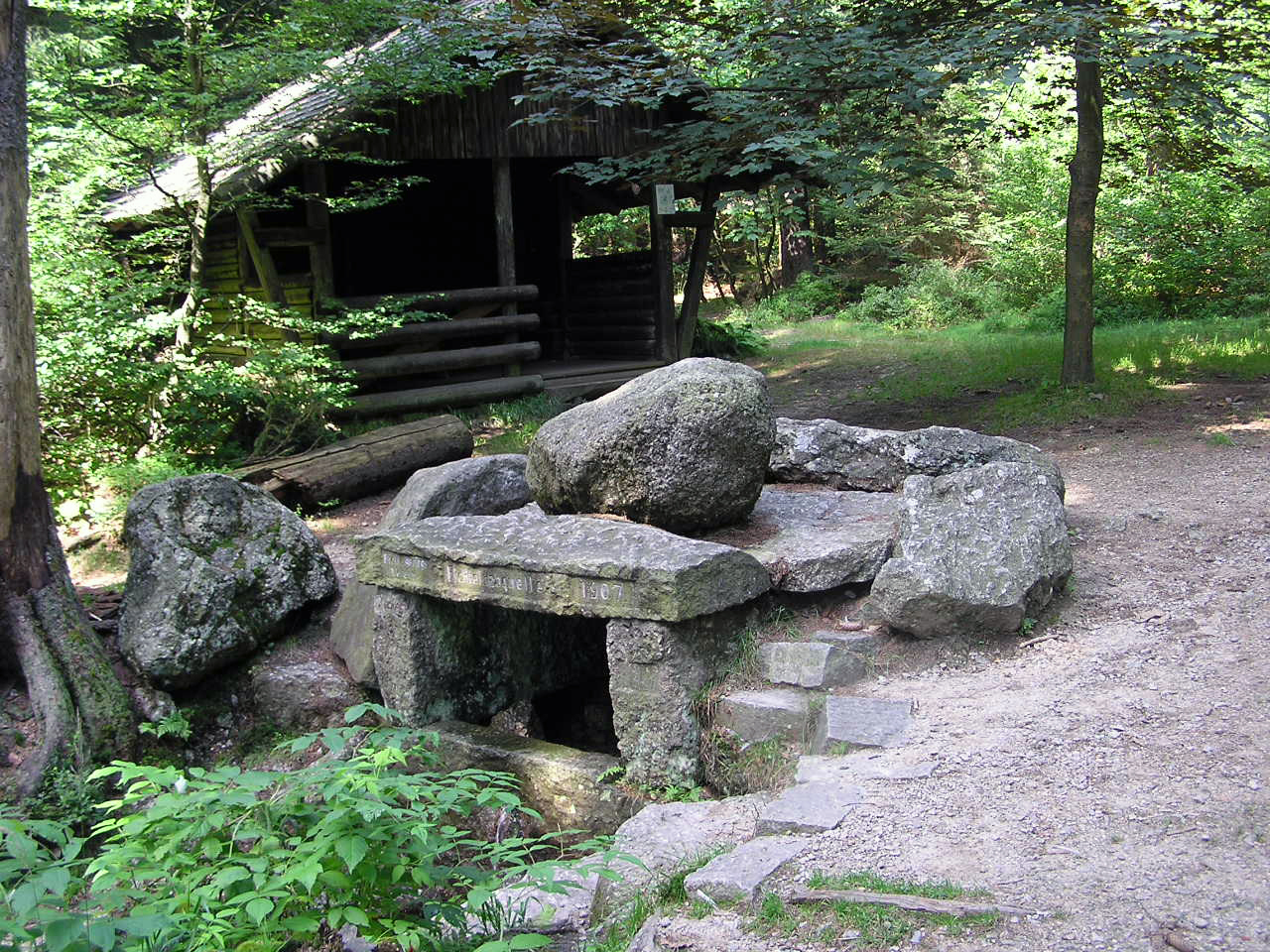
フィヒテルナーブ川の水源
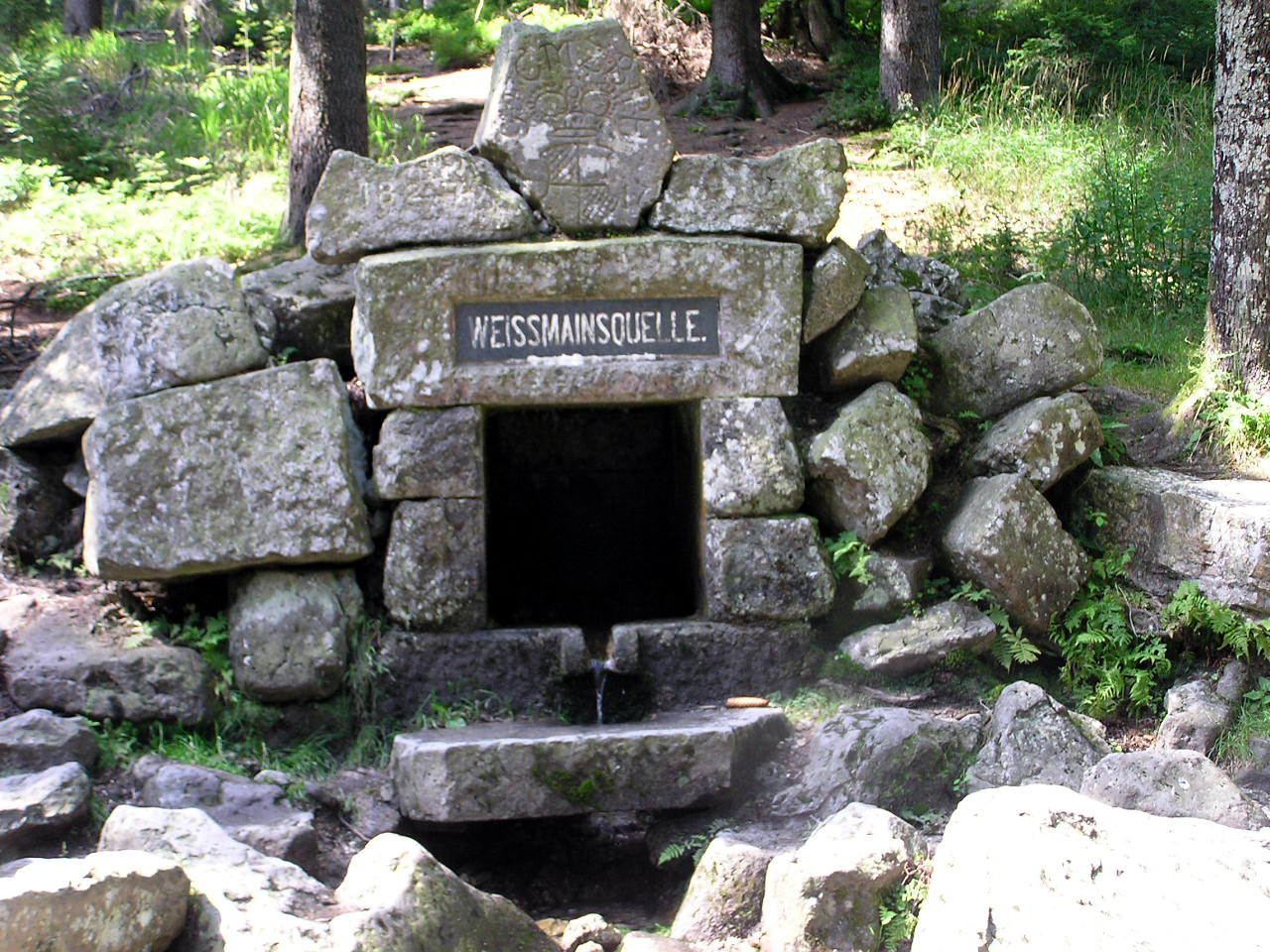
白マイン川の水源

自然保護区にも指定されている多くの湿地や沼地は重要な水の受け皿となっている。この中低山地の上部は、北海と黒海を分けるヨーロッパの分水界となっている。

## 鉱業
中世初期にはすでにフィヒテル山地では採鉱が営まれていた。特に金、錫、鉄、ミネラル、土や石（玄武岩、褐炭、輝緑石、花崗岩、ローム、凍石、粘土、泥炭）が採掘された。より近代にはウラン鉱床でも知られていた。フィヒテル山地の川沿いには水車によるハンマーが建ち、溶鉱炉や金属加工職人が仕事をし、金属の再加工が行われた。フィヒテル山地の森は木炭の製造に必要な木材を供給した。三十年戦争の頃には鉱床から十分に搾取し終え、鉱業は衰退した。アレクサンダー・フォン・フンボルトは18世紀に再度鉱業を活気づけようとした。多くの街や村（たとえば、ヴンジーデル、ヴァイセンシュタット、アルツベルク、フィヒテルベルク＝ノイバウ、ゴルトクロナハ）はその創設に鉱山が寄与している。
フィヒテル山地の鉱山跡には内部を見学できるものがある。
- フィヒテルベルク＝ノイバウ近くのグライシンガー・フェルス見学鉱山
- ゴルトクロナハ近くのシュムッツァー見学坑道
- ゴルトクロナハのゴルトベルク鉱山博物館
- ヴンジーデルのフィヒテル山地博物館にある鉱山展示
- アルツベルクにある鉱山情報局

## 経済と観光
鉱業は今日ではもっぱら歴史的遺物としてあり、フィヒテル山地の多くの村ではガラス製品が生産されている。国際的にあるいはドイツ全土では陶磁器が高い評価を得ており、今日ではゼルプが中心となって生産されている。ローゼンタール、またはフッチェンロイターがメーカーとして国際的な名声を享受している。
観光は、今日、フィヒテル山地の多くの自治体にとって最も大きな財源となっている。たとえば、ビショフスグリュンのような町では観光の伝統は1920年代にまで遡り、第二次世界大戦後には夏のハイキング客、冬のウィンタースポーツを楽しもうと多くの休暇旅行者が訪れる。フィヒテル山地は、（西）ベルリンからアウトバーンA9を使って直接訪れることが出来る『Hausgebirge （故郷の山）』として発展した。再統一により中低山地の休暇の風景は、質・量共に変わりつつある。

## 山
フィヒテル山地の主な山は以下の通り

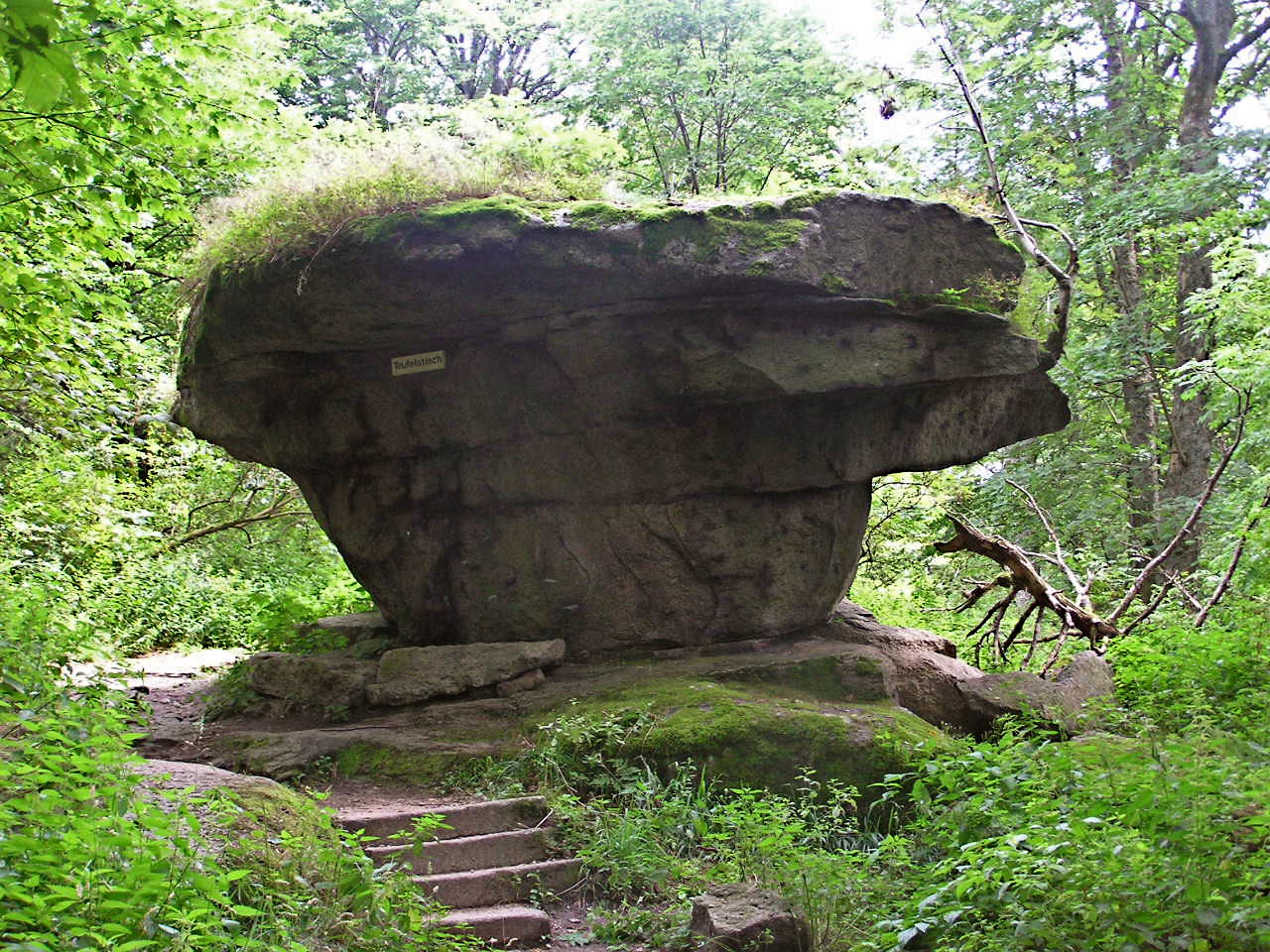
グローサー・ヴァルトシュタイン山中にあるトイフェルスティシュ（悪魔のテーブル）と呼ばれる奇岩

1. シュネーベルク Schneeberg (1.053 m)
2. オクゼンコプフ Ochsenkopf (1.024 m)
3. ヌスハルト de:Nußhardt (972 m)
4. プラッテ de:Platte (Steinwald) (946 m)
5. ケッサイン de:Kösseine (939 m)
6. プラッテ（シュネーベルク山塊）Platte im Schneebergmassiv (885 m)
7. グローサー・ヴァルトシュタイン de:Großer Waldstein (877 m)
8. ルドルフシュタイン Rudolfstein (866 m)
9. ホーベルク Hohberg (863 m)
10. グローサー・コルンベルク de:Großer Kornberg (827 m)
11. ホーエ・マッツェ Hohe Matze (813 m)
12. エップレヒトシュタイン de:Epprechtstein (798 m)
13. ヴァイセンシュタイン・バイ・シュタムバッハ Weißenstein bei Stammbach (668 m)
14. コールベルク Kohlberg (632 m)

## 主な町

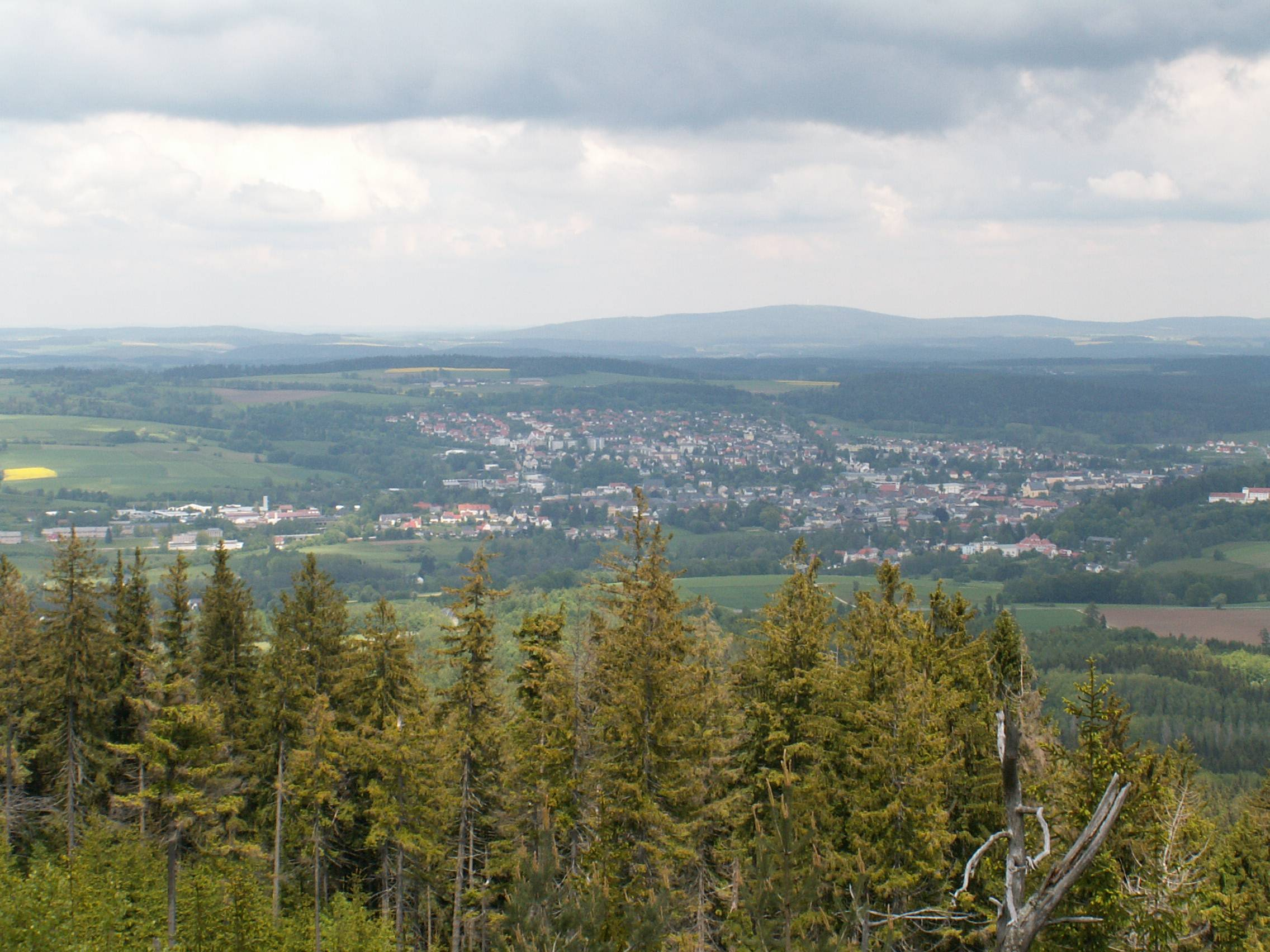
ルイゼンブルク岩の迷宮ブンデスシュタインからヴンジーデルを望む

- アルツベルク
- バート・ベルネック
- ビショフスグリュン
- フィヒテルベルク
- ゲフレース
- キルヒェンラーミッツ
- マルクトロイテン
- マルクトレドヴィッツ

- メールマイゼル
- ミュンヒベルク
- ナーゲル
- レスラウ
- ゼルプ
- シェーンブルン
- ティーエルスハイム

- トレスタウ
- ヴァルダースホーフ
- ヴァルメンシュタイナハ
- ヴァイデンベルク
- ヴァイスドルフ
- ヴァイセンシュタット
- ヴンジーデル

## ヨハン・ヴォルフガング・ゲーテとフィヒテル山地
詩人で自然科学者でもあったヨハン・ヴォルフガング・ゲーテは、フィヒテル山地を3回訪れている。2回はヴァイマルからカルロヴィ・ヴァリへの旅の途中であったが、最後の旅は、わざわざフィヒテル山地のエーゲル地方を訪ねたものであった。

### 最初の旅 1785年
ゲーテは、カール・ルートヴィヒ・フォン・クネーベルとフリードリヒ・ゴットリープ・ディートリヒに随行してやって来た。1785年6月30日、ホーフからマルクトロイテンを経由してヴンジーデルまでの行程だったが、同日にカタリーネンベルクとアレクサンダースバートにも訪れている。7月1日、徒歩でヴンジーデルからロイポルツドルフのゼーハウス（当時はツェーヘンハウスと呼ばれていた）を経てカルヒェスの白マイン川の水源やオクゼンコプフ山頂へ行き、そこで珍しいモウセンゴケの仲間に賛嘆の声を上げた。帰りは、ゼーヒューゲル、ヌスハルトの麓、ヴァイセン・フェルスを通って、フォルドルファーミューレ、フォルドルフ（現在はトレスラウの一部）とたどってヴンジーデルに戻っている。ゲーテは、岩の配置をスケッチを作成し、地質学の研究を行った。7月2日は雨であったため、ヴンジーデルの町の中を見物しただけであった。7月3日は、ルイゼンベルク（当時はルクスベルクと呼ばれていた）とブルクシュタインフェルゼンに専念して、花崗岩の風化作用のスケッチを行っている。7月4日は再び旅行に戻って、ホーレンブルン、ゲプファースグリュン、ティーエルスハイム、シルンディンク、ミュールバッハを経由してケプにまで行った。ゲーテは旅の間、「地質学上珍しい物」、大理石、凍石や玄武岩に旺盛な興味を持っていた。

### 2度目の旅 1820年

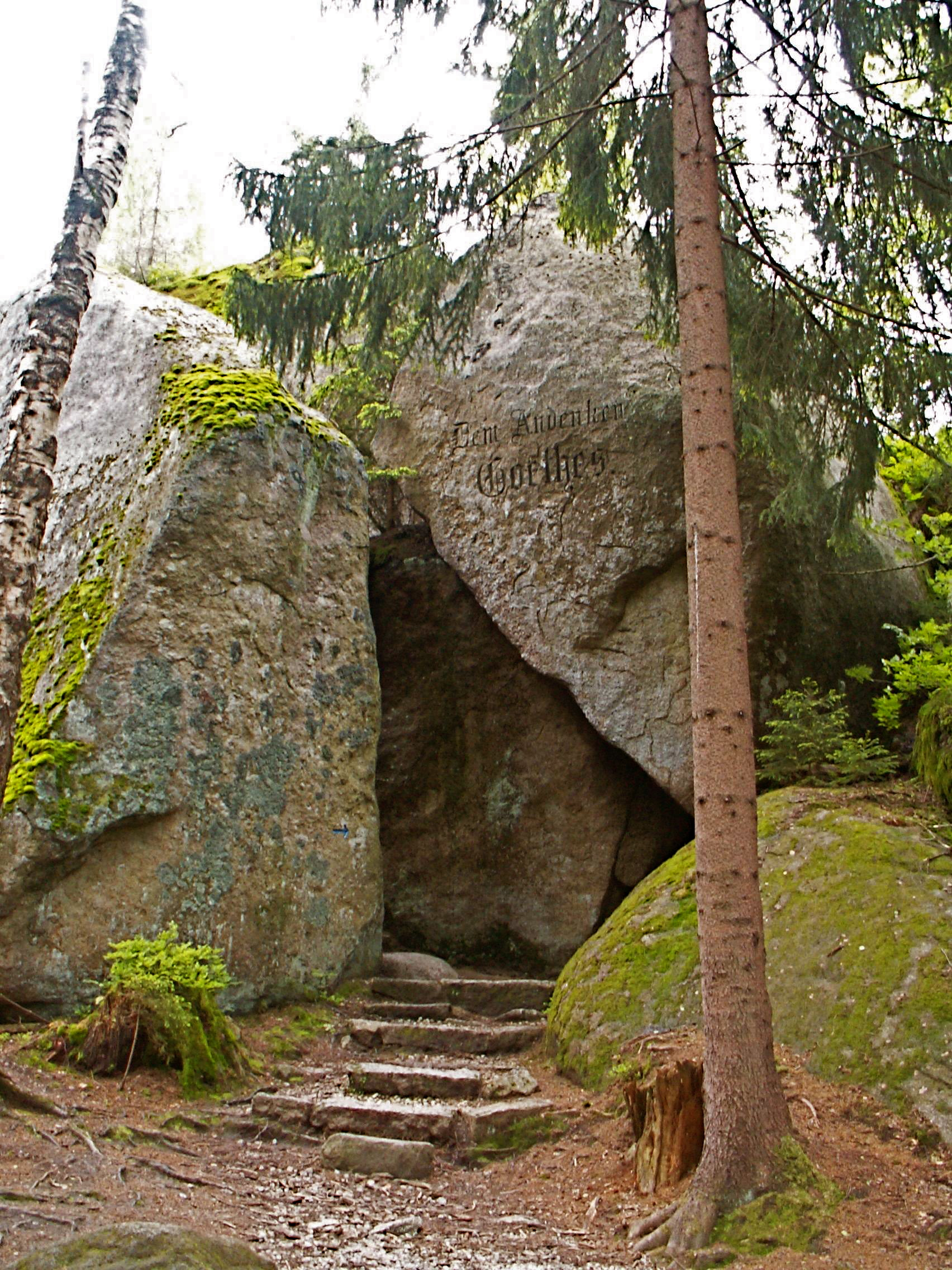
岩の迷宮の中にあるゲーテ岩

71歳になった彼は、西ボヘミア地方の温泉を巡り、途中4月25日にアレクサンダースバートを訪れた。ここでは「古い城」に宿泊した。昼食後、ルイゼンベルクを訪れた。彼は岩の迷宮の成立について、ゆっくりと経過する風化作用によると説明している。4月26日には、再びカルロヴィ・ヴァリへ向かった。

### 3度目の旅 1822年
8月13日にゲーテは、ケプ、ヴァルトザッセン、ミッテルライヒを経由してマルクトレドヴィッツを訪れ、有名な化学工場であるヴォルフガング・カスパー・フィケンチャーを見学した。彼はケプの市参事で警察評議員のヨゼフ・ゼバスティアン・グリューナーと一緒であった。8月18日まで、水銀生産を視察したり、17の業者が作ったガラス組合の工房で大きな窓板ガラスの生産、化学工場、花火製作を見学した。

### 鉱山
- http://www.bayern-fichtelgebirge.de/bergbau/bergbau.htm
- http://www.goldbergbaumuseum.de
- http://www.fotos-reiseberichte.de/fichtelgebirge/besucherbergwerk-fichtelberg